# Vovkivciîkî, Șepetivka
Vovkivciîkî (în ucraineană Вовківчики) este un sat în comuna Vovkivți din raionul Șepetivka, regiunea Hmelnîțkîi, Ucraina.

## Demografie
Componența lingvistică a localității Vovkivciîkî
     Ucraineană (98,58%)
     Alte limbi (0,94%)
Conform recensământului din 2001, majoritatea populației localității Vovkivciîkî era vorbitoare de ucraineană (98,58%), existând în minoritate și vorbitori de alte limbi.